# البرج، الباب
البرج (به عربی: البرج) یک روستا در سوریه است که در ناحیه مرکزی الباب واقع شده‌است. البرج ۲۳۶ نفر جمعیت دارد.